# 2016 au Japon
Cet article présente les faits marquants de l'année 2016 au Japon.

## Évènements
- 14 et 16 avril : séismes sur l'île de Kyushu.
- 26 au 27 mai : 42e sommet du G7 à Shima (Mie).
- 10 juillet : élections à la chambre des conseillers.
- 26 juillet : le massacre de Sagamihara fait 19 morts.
- 31 juillet : Yuriko Koike est la première femme élue gouverneur de Tokyo.
- 22 novembre : séisme à Fukushima de magnitude 7,4.